# Гірчиця чорна
Гірчиця чорна (Brassica nigra) — однорічна трав'яниста рослина.

## Опис
Рослина досягає заввишки 1 м, знизу злегка запушена. Жовті квітки зібрані в пухку китицю. Довгий стручок містить кулясте темно-коричневе насіння. Листя на стеблі розташовані по черзі; нижні — черешкові, ліроподібно-лопатеві; середні — З пальчастим краєм; верхні — лінійні і здебільшого цілісно-крайні. Цвіте в червні — липні.

## Поширення
Поширена гірчиця чорна у середній та південній смугах помірного поясу, частіше у долинах річок. Як бур'ян трапляється на городах, садах, полях, інколи на пустищах і біля житла. В Україні найчастіше росте (у природних умовах — по всій території, крім Карпат та Криму). У деяких місцях введена в культуру.

## Застосування в народній медицині
Популярність гірчиці в народній медицині дуже велика. На першому місці стоять гірчичники — від ревматизму, ішіасу та подагри. Гірчичний спирт використовують для втирання при м'язовому болю, розтягненнях зв'язок, вивихах і, природно, при ревматизмі. Також досить популярні гірчичні компреси при бронхіті. Для дітей їх роблять трохи м'якшими, додавши в гірчичну кашку близько 20 % свинячого жиру.
Вживається як приправа. Дослідження показали, що гірчиця належить до найбільш відновлювальних прянощів. Вона чудово сприяє травленню, допомагає засвоювати жирну їжу, а дуже швидко переробляється і далі в кишці остаточно перетравлюється. У літніх людей гірчиця, стимулюючи травлення, суттєво покращує обмін речовин. Харчову гірчицю виготовляють за різними рецептами (м'яка, солодка, гостра, пекуча) з гірчичного насіння, яке для утворення гірчично-масляного алліла повинні піддатися ферментативному розщепленню.